# Oliver-Sven Buder
Oliver-Sven Buder (Alemania, 23 de junio de 1966) es un atleta alemán, especializado en la prueba de lanzamiento de peso, en la que llegó a ser subcampeón mundial en 1997 y en 1999.

## Carrera deportiva
En el Mundial de Atenas 1997 ganó la medalla de plata en lanzamiento de peso, tras el estadounidense John Godina y por delante de otro estadounidense C. J. Hunter.
Dos años después, en el Mundial de Sevilla 1999 volvió a ganar la medalla de plata, con un lanzamiento de 21.42 metros, tras C. J. Hunter, y por delante del ucraniano Oleksandr Bagach.